# Изворы (Флорештский район)
Изворы, Извоаре (рум. Izvoare) — село в Флорештском районе Молдавии. Является административным центром коммуны Изворы, включающей также сёла Безены и Скаяны.

## История
Название «Извоаре» переводится с молдавского языка как «источники».

## География
Село расположено на высоте 119 метров над уровнем моря.

## Население
По данным переписи населения 2004 года, в селе Извоаре проживает 991 человек (488 мужчин, 503 женщины).
Этнический состав села:
| Национальность | Число жителей | Процентный состав |
| -------------- | ------------- | ----------------- |
| молдаване      | 962           | 97,07             |
| цыгане         | 10            | 1,01              |
| румыны         | 9             | 0,91              |
| украинцы       | 5             | 0,5               |
| русские        | 3             | 0,3               |
| болгары        | 1             | 0,1               |
| прочие         | 1             | 0,1               |
| Всего          | 991           | 100 %             |